# Esmanur Yirmibeş
Esmanur Yirmibeş (31 ottobre 2008) è una nuotatrice artistica turca.

## Biografia
Esmanur Yirmibeş esordisce nelle gare internazionali nel 2023, partecipa con la squadra turca ai Giochi europei, riuscendo a vincere la medaglia di bronzo nel programma libero combinato. Nella medesima competizione partecipa nella gara di doppio tecnico, in coppia con Nil Talu, terminando in 17ª posizione.
Pochi mesi dopo, Esmanur prende parte per la prima volta ai campionati mondiali di nuoto, tenutesi a Fukuoka, gareggiano con la compagna Nil Talu nel doppio tecnico, terminando però le qualifiche in 32ª posizione e non riuscendosi a qualificare per la finale.

## Palmarès
- Giochi europei

Cracovia 2023: bronzo nel programma libero combinato